# 土肥潤也
土肥 潤也（どひ じゅんや、1995年〈平成7年〉 - ）は、日本の社会事業家。学位は修士（社会科学）（早稲田大学・2019年）。一般社団法人トリナス代表理事、特定非営利活動法人わかもののまち代表理事、一般社団法人Next Commons Lab理事（ローカルベンチャー事業担当）、セブンセンスグループ執行役員（ソーシャルマーケティング担当）、アーツカウンシルしずおかアソシエイト。
特定非営利活動法人Rights理事、特定非営利活動法人わかもののまち代表理事、一般社団法人Next Commons Labコーディネーターなどを歴任した。

## 概要
静岡県出身のコミュニティファシリテータ―である。大学在学中より特定非営利活動法人の活動に参加していた。その後、トリナスを設立して「みんなの図書館さんかく」を起ち上げるなど、街づくりに関する事業を中心に手掛けている。この取り組みは「みんとしょ」と称され、2年間で全国30地域に広まっており、日本の私設図書館があらためて脚光を浴びるきっかけともなった。なお、2024年12月時点では、全国91地域にまで広がっている。こども家庭庁の審議会等で委員を務めるなど、公職も多数兼任した。

## 来歴

### 生い立ち
1995年（平成7年）、静岡県焼津市にて生まれた。藤枝明誠高等学校に進学し、2013年（平成25年）に卒業した。同年に静岡県立大学に進学し、入学式では新入生を代表して誓いのことばを述べた。経営情報学部に在籍し、経営情報学科にて学んだ。2017年（平成29年）に卒業し、学士（経営情報学）の学位を取得した。2017年（平成29年）に早稲田大学の大学院に進学し、社会科学研究科にて都市・コミュニティデザイン論を学んだ。2019年（平成31年）、早稲田大学の大学院における修士課程を修了し、修士（社会科学）の学位を取得した。

### 社会事業家として

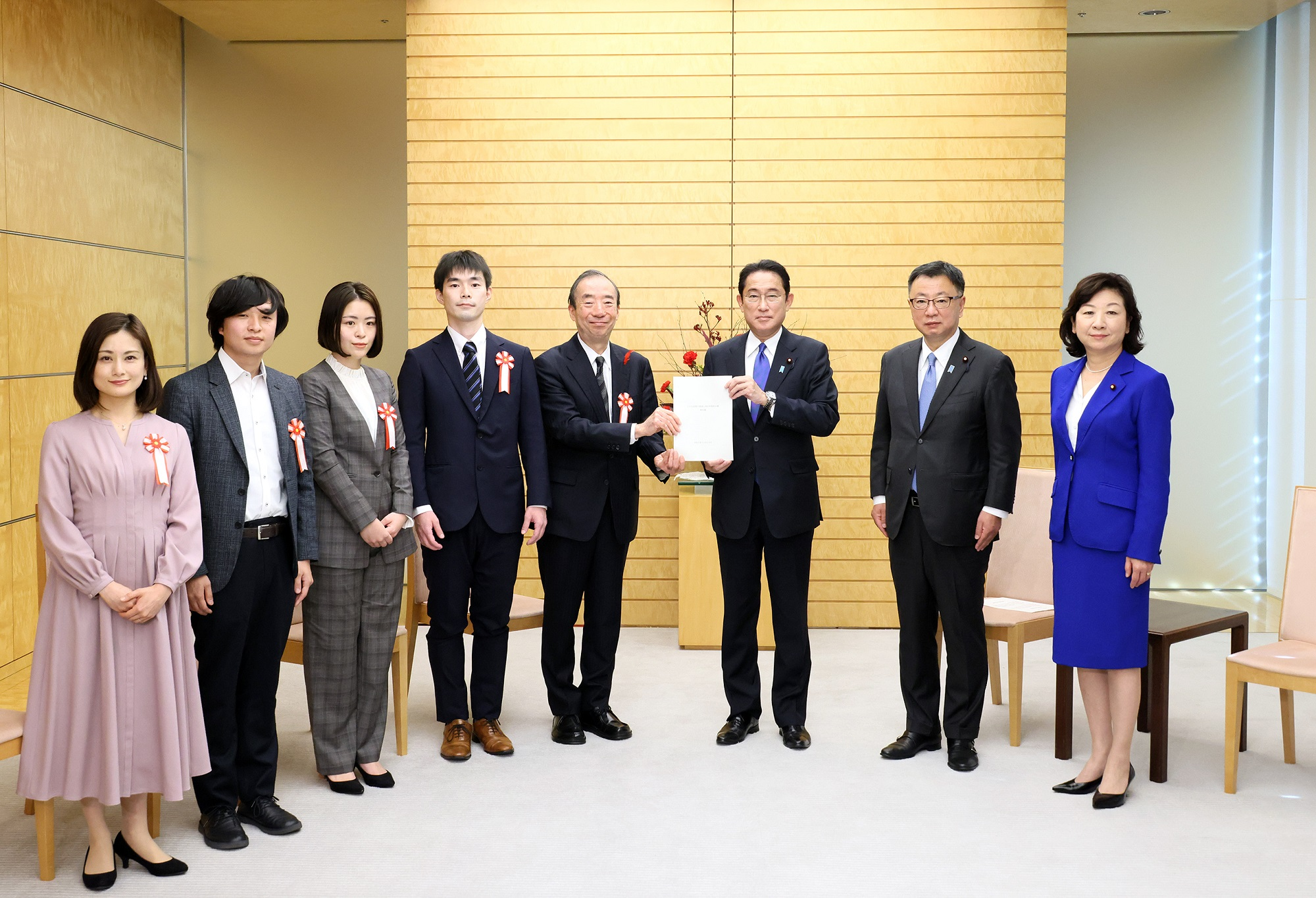
2021年11月29日、総理大臣官邸にて内閣総理大臣岸田文雄（右から3人目）、内閣官房長官松野博一（右から2人目）、内閣府特命担当大臣（少子化対策担当）野田聖子（右端）、内閣官房こども政策の推進に係る有識者会議座長清家篤（右から4人目）、臨時構成員川瀬信一（左から4人目）、櫻井綾乃（左から3人目）、山口有紗（左端）と

静岡県立大学在学中より、特定非営利活動法人などの活動に参画していた。2014年（平成26年）に特定非営利活動法人であるRightsで理事に就任した。2015年（平成27年）は同じく特定非営利活動法人であるわかもののまちを新たに設立し、その代表理事に就任した。
早稲田大学大学院在学中には、2018年（平成30年）に日本シティズンシップ教育フォーラムの運営委員に就任している。同年、Homebase YAIZUのコミュニティコーディネーターとなり、故郷である静岡県焼津市のコワーキングスペースの設置に携わった。
その後、2019年（平成31年）に一般社団法人であるNext Commons Labにコーディネーターとして参画した。2021年（令和3年）にはNext Commons Labの理事の一人として名を連ねた。また、2020年（令和2年）には一般社団法人としてトリナスを共同で設立しており、その代表理事にも就任している。
これらの活動の傍ら、多くの公職も兼任していた。内閣府の特別の機関である子ども・若者育成支援推進本部においては、2019年（平成31年）より同本部の懇談会である子供・若者育成支援推進のための有識者会議の構成員となった。2021年（令和3年）からは内閣府の懇談会である若者円卓会議の委員となった。内閣官房においては、2021年（令和3年）から懇談会であるこども政策の推進に係る有識者会議の臨時構成員となり、翌年にはこども家庭庁発足に先んじて設置されたこども政策決定過程におけるこどもの意見反映プロセスの在り方に関する検討委員会の委員となった。こども家庭庁設置後は、2023年（令和5年）よりこども家庭庁の審議会等の一つであるこども家庭審議会にて委員となり、基本政策部会の委員や、こども若者参画及び意見反映専門委員会の委員長を務めた。
そのほか、2021年（令和3年）よりセブンセンスグループにて執行役員（ソーシャルマーケティング担当）に就任した。セブンセンスグループの顧客と学生起業家とを連携させることで、学生に対する起業支援を手掛けていた。また、静岡放送の『LIVEしずおか』においては、2022年（令和4年）よりコメンテーターとして出演していた。2022年（令和4年）1月にはビヨンド・ミレニアルズのローカル部門を受賞した。また、2023年（令和5年）には『フォーブス』日本版により「フォーブスジャパン30アンダー30」の一人に選出された。

## 活動

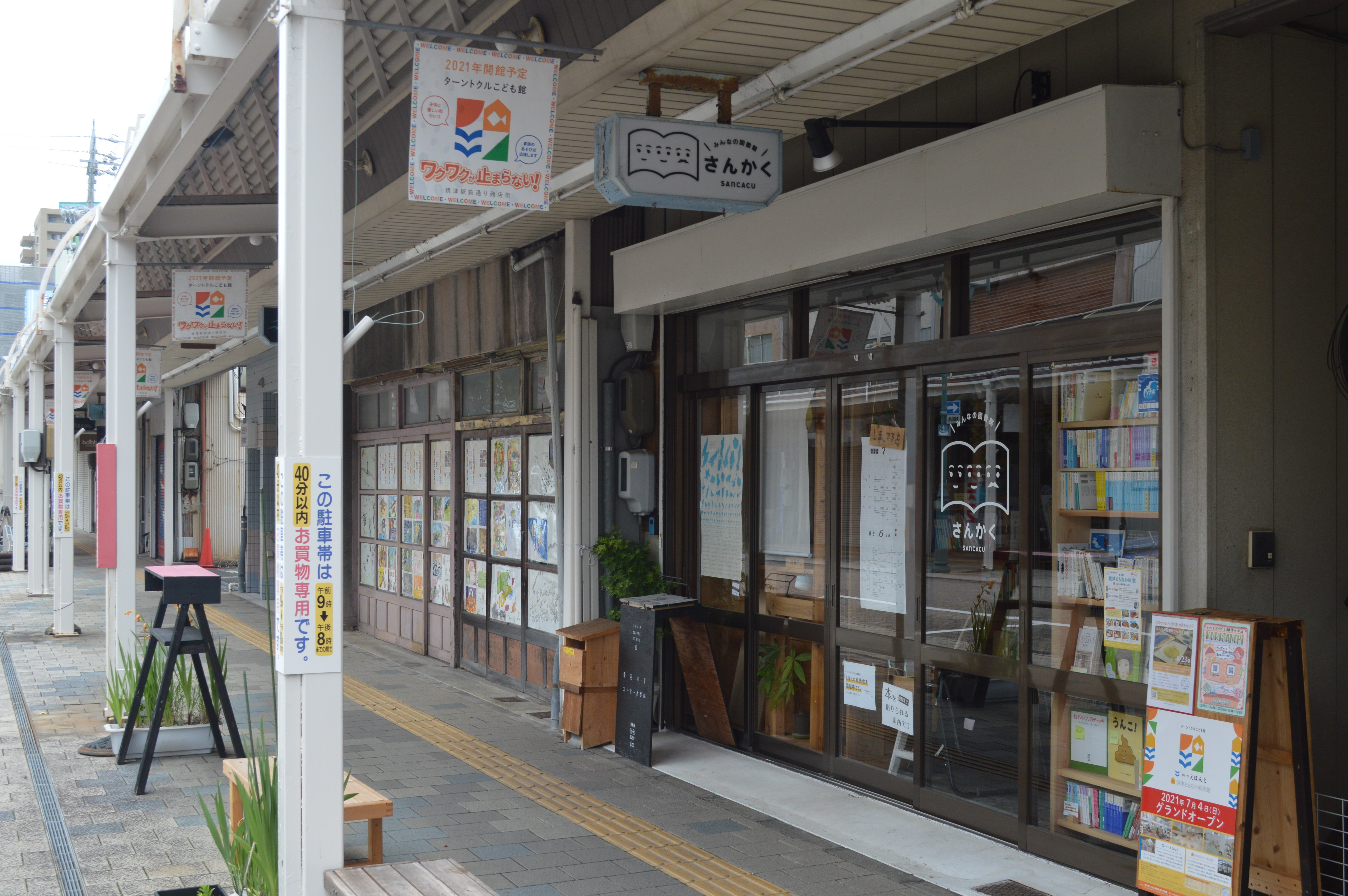
みんなの図書館さんかく（2021年6月、静岡県焼津市）

若年層によるまちづくり
静岡県立大学在学時、高校生と大学生の7名で検討委員会を結成し、地方創生に関する政策提言を目指した。若年層から2000名の賛同書を集め、最終的に静岡市市長の田辺信宏に対して提言を行った。さらに特定非営利活動法人であるわかもののまちを創設し、若年層の意見がまちづくりに反映されるよう活動を展開した。また、静岡市が若者事業に予算を割いたことから、わかもののまちとして受託した。
一箱本棚オーナー制度による私設図書館「みんとしょ」
早稲田大学大学院修了後、一般社団法人としてトリナスを設立し、静岡県焼津市で私設図書館である「みんなの図書館さんかく」を発足させた。当初は自身の所有する書籍を無償で貸し出そうとしていたが、それでは持続可能性がないと周囲から指摘された。そこで、月額料金を支払えば誰でも本棚のスペースが割り当てられ、そこに自らが貸したい本を並べることができるという仕組みを導入することにした。その結果、月額料金の収入だけで家賃や光熱費を賄うことができるようになった。また、みんなの図書館さんかくの開設にあたっては、敢えて模倣しやすい仕組みづくりの構築を目指していた。その結果、この取り組みは日本中に広がり、2年間で全国30地域で展開されるに至る。この「一箱本棚オーナー制度」を導入した私設図書館は「みんとしょ」と称しており、これらの施設によりみんとしょネットワークが結成された。これらの活動により、トリナスは2020年（令和2年）にマニフェスト大賞の優秀マニフェスト推進賞市民部門を受賞し、2022年（令和4年）には都市計画家協会賞の日本まちづくり大賞を受賞している。

## 人物
趣味・特技
小学校在学時よりサッカーに親しみ、中学校ではサッカー部に所属した。その頃よりゲームセンターに足繁く通い、他校の生徒らとも交友を深めた。なお、ゲームセンターに依存していた自身について、当時は本心で話のできる大人と出会えていなかったと回顧している。そのうえで、現代の中高生の抱える問題とも共通する部分があるとして、自身の活動の原点となったと述懐している。
恩師
静岡県立大学在学時にYECに参加したことで、ファシリテーションの概念を知る。YECの顧問から「本を読め」「勉強しろ」と指導を受けたことが、読書に親しむきっかけとなった。当時の潤也はトップダウンで周囲をリードすることがリーダーシップだと考えており、他人の話に耳を傾けない等の言動が目立ったが、YECの顧問はその振る舞いを正してくれた。潤也は恩師の一人としてYECの顧問の名を挙げており、厳しく指導されたおかげで成長できたと感謝しているが、一方で「大学4年のときに大げんかをしてそれ以来会っていない」という。また、早稲田大学大学院在学時には、都市コミュニティ論を学んだ教授から学んだことを踏まえ、ファシリテーターとして活動する際にはアーティストではなくあくまでデザイナーとして場づくりを意識しているという。また、焼津駅前商店街の近隣の自治会長は、潤也の企画に不快感を示す家庭を一軒一軒訪問して主旨を説明してくれたり、物件を借りる際に口添えをしてくれたという。そのため、潤也は自治会長を恩師の一人として挙げている。

## 発言
逆接の多用
静岡県立大学在学時にYECに参加していたが、仲間や教授との議論において「でも」や「だけど」が口癖となっていた。あまりにもひどかったことから、見かねたYECの顧問により「逆接禁止令」が出されるほどであった。
こども家庭庁の名称
こども家庭庁の発足に有識者として携わっており、こども家庭庁発足に先んじて内閣官房に設置されたこども政策決定過程におけるこどもの意見反映プロセスの在り方に関する検討委員会の委員を経て、こども家庭庁設置後はこども家庭審議会にて委員となっている。これらの経緯もあり、2022年4月には衆議院内閣委員会のこども家庭庁設置法案等の審議において参考人招致されている。その際、名称が「こども庁」ではなく「こども家庭庁」となった点に議論がおよび、どちらの名称がよいか質問されると「これは、政治的な経緯であったりだとか問題もあるかなというふうに思います」と指摘したうえで「私個人としては意見を持ち合わせておりません」としている。

## 略歴
- 1995年 - 静岡県焼津市にて誕生[3][6]。
- 2013年 - 藤枝明誠高等学校卒業[1]。
- 2014年 - Rights理事[1]。
- 2015年 - わかもののまち代表[1]。
- 2017年 - 静岡県立大学経営情報学部卒業[1][3]。
- 2018年 - 日本シティズンシップ教育フォーラム運営委員[1]。
- 2018年 - Homebase YAIZUコミュニティコーディネーター[1]。
- 2019年 - 早稲田大学大学院社会科学研究科修了[1]。
- 2019年 - 子ども・若者育成支援推進本部子供・若者育成支援推進のための有識者会議構成員[1]。
- 2019年 - Next Commons Labコーディネーター[1]。
- 2020年 - トリナス代表[1]。
- 2021年 - 内閣府若者円卓会議委員[1]。
- 2021年 - 内閣官房こども政策の推進に係る有識者会議臨時構成員[1]。
- 2021年 - Next Commons Lab理事[1]。
- 2022年 - 内閣官房こども政策決定過程におけるこどもの意見反映プロセスの在り方に関する検討委員会委員[1]。
- 2022年 - ライブラリー・オブ・ザ・イヤー審査員[1]。
- 2023年 - こども家庭庁こども家庭審議会委員[1]。

## 賞歴
- 2022年 - ビヨンド・ミレニアルズローカル部門[21]。
- 2023年 - フォーブスジャパン30アンダー30[22]。

## 著作

### 共著
- 礒井純充ほか著『ブックフェスタ――本の磁力で地域を変える』まちライブラリー、2021年。ISBN 978-4-908696-05-3
- 土肥潤也・若林拓哉著『わたしのコミュニティスペースのつくりかた――みんとしょ発起人と建築家の場づくり』ユウブックス、2023年。ISBN 978-4-908837-13-5

### 論文等
- 吉田真友・土肥潤也稿「若者による若者の社会参画の実践」『月刊社会教育』60巻5号、旬報社、2016年8月、17-23頁。ISSN 0287-2331
- 土肥潤也・樋山輝・近藤牧子稿「d-lab 2019全体会――わたしたちが、社会を変えるチカラになる。」『開発教育』66号、開発教育協会、2019年12月、60-65頁。ISSN 0911-159X
- 土肥潤也稿「シャッター通り商店街の私設公共空間」『現代総有』3巻、現代総有研究所、2021年6月20日、18-20頁。
- 土肥潤也稿「市民の参画を生み出すみんなの図書館さんかくの実践」『月刊社会教育』65巻10号、旬報社、2021年10月、40-43頁。ISSN 0287-2331
- 土肥潤也稿「みんなの図書館さんかく――公共性の再構築とコミュニティ形成のための場としての図書館」『ライブラリー・リソース・ガイド』41号、アカデミック・リソース・ガイド、2022年、86-101頁。ISSN 2187-4115
- 井柳美紀ほか稿「18歳成人と大学初年次教育――ポストコロナ時代のアセンブリ」『日本教育学会大會研究発表要項』81巻、日本教育学会、2022年8月24日、285-286頁。ISSN 2433-071X
- 土肥潤也稿「若者をまちづくりの“プレーヤー”にする」『第三文明』757号、第三文明社、2023年1月、26-28頁。
- 土肥潤也稿「こども家庭庁創設による『こどもの意見反映』の義務化――子ども議会にとどまらない『こどもの意見反映』の取組みを」『地方議会人』53巻11号、中央文化社、2023年4月、22-25頁。ISSN 2188-3793
- 土肥潤也稿「みんとしょという場づくり――私設公共の社会実験」『月刊自治研』65巻、自治労サービス、2023年4月、40-45頁。ISSN 1342-5021

## 出演

### テレビ
- 新春知事対談――明けまして、ボクらの未来（2017年、静岡第一テレビ） - 出演
- LIVEしずおか（2022年～、静岡放送） - コメンテーター[1]

### 註釈
1. ↑  静岡県立大学は、経営情報学部を卒業した者に対して学士（経営情報学）の学位を授与している[8]。
2. ↑  子ども・若者育成支援推進本部は、2023年4月1日にこども政策推進会議令が施行されたことにより廃止された[9]。

## 関連人物
- 卯月盛夫
- 田辺信宏
- 津富宏